# Methanocaldococcus
Methanocaldococcus ist taxonomisch eine Gattung prokaryotischer Mikroorganismen. Methanocaldococcus  gehört zur Domäne der Lebewesen Archaea und ist ein Methanbildner.
Alle Arten in Methanocaldococcus sind methanogene Mikroorganismen. Sie verwenden Wasserstoff, um Kohlendioxid zu reduzieren. Im Gegensatz zu vielen anderen Arten in der Abteilung Euryarchaeota können sie kein Formiat, Acetat, Methanol oder Methylamin als Substrat verwenden. Fast alle Methanocaldococcus-Arten sind mesophil, mit Ausnahme des thermophilen M. thermolithotrophicus und des hyperthermophilen M.  jannaschii. Letzterer wurde an der Basis eines „weißen Rauchers“ auf dem Ostpazifischen Rücken entdeckt und es war das erste Archaeen-Genom, das vollständig sequenziert wurde.

## Systematik
Die Beschreibungen der Gattung und der Familie erfolgten durch Veröffentlichungen, die durch die Internationale Vereinigung der Mikrobiologischen Gesellschaften (IUMS) anerkannt und dadurch zu sogenannten effektiven Veröffentlichungen wurden:
- Whitman (2001) – Effektive Veröffentlichung zur Gattung Methanocaldococcus.[2]
- Whitman et al. (2001) – Effektive Veröffentlichung zur Familie Methanocaldococcacae.[6]
- IUMS (2002) – Validierungsliste Nummer 85, offizielle Veröffentlichung der Internationalen Vereinigung der Mikrobiologischen Gesellschaften (IUMS) zur Gültigmachung von Namen, u. a. für die Familie (Methanocaldococcaceae WHITMAN et al. 2002) und die Gattung (Methanocaldococcus WHITMAN 2002).[1]

Anzumerken ist, dass die Vertreter der Gattung Methanocaldococcus, die bei Inkrafttreten bereits beschrieben waren, zuvor in der Gattung Methanococcus standen. So hieß beispielsweise M. jannaschii vor 2002 offiziell Methanococcus jannaschii und ab 2002 Methanocaldococcus jannaschii.

## Viren
Methanocaldococcus fervens AG86 wird infiziert von Methanocaldococcus fervens tailed virus 1 (MFTV1), dem mit Stand April 2023 einzigen beschriebenen und offiziell bestätigten Virus aus der Familie (Biologie) Fervensviridae; die Familie Fervensviridae ist ein noch nicht näher klassifiziertes Mitglied der Klasse Caudoviricetes. MFTV1 gehört vom Morphotyp her zu den Siphoviren.
Es ist das erste beschriebene Virus, das hyperthermophile Archaeen infiziert (Archaeenvirus), sein Habitat sind Tiefsee-Haydrothermalquellen.

## Datenbanken
- LPSN, Suche nach Methanocaldococcus – https://lpsn.dsmz.de/genus/methanocaldococcus
- DSMZ BacDive, Suche nach Methanocaldococcus – http://bacdive.dsmz.de/index.php?search=Methanocaldococcus&submit=Search
- UCSC, Informationen für die Typart Methanocaldococcus jannaschii – http://archaea.ucsc.edu/cgi-bin/hgGateway?db=methJann1
- NCBI Taxonomy Browser: Methanocaldococcus, Details: Methanocaldococcus Whitman 2002 (genus). Dazu: Methanocaldococcus, auf: Lifemap, NCBI Version.

## Weiterführende Literatur
- Vanessa Helmbrecht, Robert Reichelt, Dina Grohmann, William D. Orsi: Simulated early Earth geochemistry fuels a hydrogen-dependent primordial metabolism. In: Nature Ecology & Evolution, 30. April 2025; doi:10.1038/s41559-025-02676-w (englisch). Dazu:
  - Geobiology: Iron, sulfur, heat – and first life. Auf: EurekAlert! vom 30. April 2025. Quelle: Ludwig-Maximilians-Universität München (LMU).
  - Nadja Podbregar: Zurück zum Urahn allen Lebens – Experiment vollzieht Umgebung und Wachstum der ersten Zellen nach. Auf: scinexx.de vom 6. Mai 2025.